# 464年
| 千纪： | 1千纪                                                                                           |
| 世纪： | 4世纪 \| 5世纪 \| 6世纪                                                                         |
| 年代： | 430年代 \| 440年代 \| 450年代 \| 460年代 \| 470年代 \| 480年代 \| 490年代                       |
| 年份： | 459年 \| 460年 \| 461年 \| 462年 \| 463年 \| 464年 \| 465年 \| 466年 \| 467年 \| 468年 \| 469年 |
| 纪年： | 甲辰年（龙年）；北魏和平五年；南朝宋大明八年；柔然永康元年                                      |

## 大事记
- 劉宋太子劉子業即位，是為宋前廢帝。

## 出生
- 梁武帝萧衍（549年去世，85岁）。

## 逝世
- 中国南北朝時期宋朝孝武帝刘骏（430年出生，34岁）。